# Stephen Taylor (baron Taylor)
Pour les articles homonymes, voir Taylor et Harlow (homonymie).
 (décembre 2016).
Stephen James Lake Taylor, Baron Taylor de Harlow (SJL Taylor), né le 30 décembre 1910 à High Wycombe et mort le 1er février 1988 à Wrexham est un médecin, éducateur et homme politique britannique.
Il est diplômé en médecine du St Thomas' Hospital en 1935, mais pratiquera peu cette profession, préférant se tourner vers la politique. En 1938, il signe un article remarqué dans le journal The Lancet, relatant son expérience de la pratique psychiatrique auprès des femmes au foyer dans les banlieues anglaises, sous le titre « The suburban neurosis » (la névrose des banlieues).

## Œuvres
- A Natural History of Everyday Life. A biographical guide of would-be doctors of society, 1940
- Shadows in the Sun: the Story of the Fight Against Tropical Diseases (avec Phyllis Gadsden), 1949
- First Aid in the Factory and on the Building Site and Farm, in the Shop, Office and Warehouse, 1961
- Mental Health and Environment  (avec Sidney Chave), 1964